# Палома Дуарте
Палома Дуарте (порт. Paloma Duarte; нар. 21 травня 1977, Сан-Паулу) — бразильська акторка.

## Біографія
Народилася в Сан-Паулу в артистичній родині. Батько — композитор, співак, актор Антоніу Маркуш, мати — актриса Дебора Дуарте, дід — актор Ліма Дуарте.

## Особисте життя
1. чоловік — співак Ренату Луї, дочка Марія Луїза
2. чоловік — актор Маркуш Вінтер (до 2002), дочка Ана Клара (1997)

Протягом п'яти років Палома жила цивільним шлюбом з композитором Освалду Монтенегру, вони розійшлися в січні 2009 р.
3. чоловік — Бруно Феррарі, 22 квітня 2016 року у них народився син Антоніо.

## Фільмографія
Палома Дуарте знялася в декількох телевізійних серіалах і фільмах виробництва телекомпанії «Глобу», деякі з яких демонструвалися в Україні:
- 1994 — Тропіканка (Tropicaliente) — Аманда
- 1996 — Кінець світу (O fim do mundo) — Летісія
- 1996 — Мій ангел (Anjo de Mim) — Марія Ельвіра
- 1998 — Неприборкана Хільда (Hilda Furacão) — Леонор
- 1998 — Шалені гроші (Pecado Capital) — Вілма
- 1999 — Земля любові (Terra Nostra) — Анжеліка
- 2001 — Спадок (A Partilha) — Лаура
- 2001 — Берег мрії (Porto dos Milagres) — Дулсе
- 2003 — Жінки в любові (Mulheres Apaixonadas) — Марина
- 2003 — Бог — бразилець (Deus É Brasileiro) — Мада
- 2004 — Талісман (Comecar de Novo) — Кармен
- 2006 — Бразильський громадянин (Cidadão Brasileiro) — Луїза
- 2007 — Сонячне світло (Luz do Sol) — Вероніка
- 2012 — Маски (телесеріал) (Mascaras) — ?